# Бобров Віктор Олександрович
Віктор Олександрович Бобров (рос. Виктор Александрович Бобров; 1 січня 1984, м. Новочебоксарськ, СРСР) — російський хокеїст, лівий нападник. Виступає за «Атлант» (Митищі) у Континентальній хокейній лізі. 
Вихованець хокейної школи «Елемаш» (Електросталь). Виступав за ЦСКА-2 (Москва), «Елемаш» (Електросталь), «Кристал» (Електросталь), ХК «Дмитров», «Хімік» (Воскресенськ), «Витязь» (Чехов), «Сибір» (Новосибірськ), «Спартак» (Москва).